# Rajons de Saldus
Le rajons de Saldus se situait à l'extrême sud-ouest de la Lettonie (Courlande), à la frontière avec la Lituanie.
Les rajons ont été supprimés par la réforme administrative de 2009.

## Population (2000)
Au recensement de l'an 2000, le district avait 38 916 habitants, dont :
- Lettons : 32 352 personnes, soit 83,13 %.
- Lituaniens :  2 797 personnes, soit  7,19 %.
- Russes :  2 130 personnes, soit  5,47 %.
- Biélorusses :    631 personnes, soit  1,62 %.
- Ukrainiens :    483 personnes, soit  1,24 %.
- Polonais :    240 personnes, soit  0,62 %.
- Autres :    283 personnes, soit  0,72 %.

La population lituanophone est, historiquement, très présente dans ce district frontalier de la Lituanie. Les autres populations sont allogènes.
Le terme Autres inclut notamment des ressortissants issus de l'ex-URSS (Estoniens, Moldaves...), ainsi que des Rroms.

## Subdivisions

### Pilseta
- Saldus

### novads
- Brocēni

### Pagasts
- Ezere
- Gaiķi
- Jaunauce
- Jaunlutriņi
- Kursīši
- Lutriņi
- Nīgrande
- Novadnieki
- Pampāļi
- Ruba
- Šķēde
- Vadakste
- Zaņa
- Zirņi
- Zvārde